# Kuusalu socken
Kuusalu socken (estniska: Kuusalu kihelkond, tyska: Kirchspiel Kusal) var en socken i det historiska landskapet Harrien (Harjumaa). Socknens kyrkby var Kuusalu (tyska: Kusal).